# Cesare Bastelli
Pour les articles homonymes, voir Bastelli.
Cesare Bastelli, né le 9 octobre 1949 à Modène dans la région de l'Émilie-Romagne, est un directeur de la photographie et un réalisateur italien, fidèle collaborateur du réalisateur Pupi Avati depuis les années 1970.

## Biographie
Cesara Bastelli naît à Modène dans la région de l'Émilie-Romagne en 1949. Il grandit dans la ville de Bologne, où il est membre d'un groupe de théâtre expérimental et suit le cursus de la Discipline delle Arti, della Musica e dello Spettacolo (it) au sein de l'université de Bologne. Grâce au musicien et compositeur Lucio Dalla, il rencontre le réalisateur Pupi Avati au cœur des années 1970, dont il devient l'un des fidèles collaborateurs. Il est notamment son assistant lors du tournage du film d'horreur La Maison aux fenêtres qui rient (La casa dalle finestre che ridono) en 1976 et collabore par la suite à de nombreuses reprises avec lui, travaillant comme assistant-réalisateur puis comme directeur de la photographie sur plusieurs de ces films. En parallèle à sa collaboration avec Avati, il travaille notamment au début des années 1980 dans l'industrie musicale, réalisant des clips pour Lucio Dalla ou Luca Carboni. Il collabore également avec les réalisateurs Fabrizio Laurenti (it), Lucio Gaudino, Marco Bellocchio et la fille d'Avati, Mariantonia Avati (it), comme directeur de la photographie ou assistant-réalisateur au cours de sa carrière. Il a enfin réalisé un film, la comédie Una domenica sì en 1986, avec Nik Novecento, Dario Parisini (it), Davide Celli (it), Elena Sofia Ricci et Fiorenza Tessari dans les rôles principaux, et tourné l'un des cinq épisodes de la comédie Sposi, avec Elena Sofia Ricci et Carlo Delle Piane, en 1987.

## Filmographie

### Comme réalisateur

#### Au cinéma
- 1986 : Una domenica sì
- 1988 : Sposi, second épisode (avec Pupi Avati, Antonio Avati, Felice Farina et Luciano Manuzzi)

#### Série télévisée
- 1988 : È proibito ballare (avec Pupi Avati et Fabrizio Costa)

### Comme directeur de la photographie

#### Au cinéma
- 1991 : L'ulivo e l'alloro d'Antonio Maria Magro
- 1993 : Magnificat de Pupi Avati
- 1994 : L'amico d'infanzia de Pupi Avati
- 1994 : Dichiarazioni d'amore de Pupi Avati
- 1994 : La stanza accanto de Fabrizio Laurenti (it)
- 1995 : Io e il re de Lucio Gaudino
- 1996 : L'arcano incantatore de Pupi Avati
- 1999 : La via degli angeli de Pupi Avati
- 2006 : Per non dimenticarti de Mariantonia Avati (it)
- 2007 : La cena per farli conoscere de Pupi Avati
- 2007 : Il nascondiglio de Pupi Avati
- 2013 : Regalo a sorpresa de Fabrizio Casini
- 2019 : Il signor Diavolo de Pupi Avati
- 2023 : La quattordicesima domenica del tempo ordinario de Pupi Avati

#### Séries télévisées
- 1995 : Voci notturne
- 2013 – 2014 : Un matrimonio

#### Téléfilms
- 1994 : Un amore americano de Piero Schivazappa
- 2008 : Don Zeno - L' uomo di Nomadelfia de Gianluigi Calderone
- 2008 : Lelio Luttazzi - Il giovanotto matto, de Pupi Avati
- 2018 : Il fulgore di Dony de Pupi Avati

### Comme assistant-réalisateur

#### Au cinéma
- 1976 : La Maison aux fenêtres qui rient (La casa dalle finestre che ridono) de Pupi Avati
- 1977 : Tutti defunti... tranne i morti de Pupi Avati
- 1979 : Pipicacadodo (Chiedo asilo) de Marco Ferreri
- 1979 : Le strelle nel fosso de Pupi Avati
- 1981 : Aide-moi à rêver (Aiutami a sognare) de Pupi Avati
- 1982 : Les Yeux, la bouche (Gli Occhi, la bocca) de Marco Bellocchio
- 1983 : Zeder de Pupi Avati
- 1983 : Una gita scolastica de Pupi Avati
- 1984 : Une saison italienne (Noi tre) de Pupi Avati
- 1984 : Impiegati de Pupi Avati
- 1985 : Festa di laurea de Pupi Avati
- 1987 : Ultimo minuto de Pupi Avati
- 1997 : Le Témoin du marié (Il testimone dello sposo) de Pupi Avati
- 1997 : Ti amo Maria de Carlo Delle Piane

#### Séries télévisées
- 1978 : Jazz band de Pupi Avati
- 1979 : Cinema de Pupi Avati

## Prix et distinctions
- Nomination à la Grenouille d'or de la meilleure photographie en 1993 pour Magnificat.
- Nomination au Globe d'or de la meilleure photographie en 1993 pour Magnificat.
- Nomination au Ciak d'oro de la meilleure photographie en 1996 pour L'arcano incantatore.
- Nomination au Globe d'or de la meilleure photographie en 2000 pour La via degli angeli.